# Legé
Legé est une commune française de l'Ouest de la France, située dans le département de la Loire-Atlantique, en région Pays de la Loire.
C'est la commune la plus au sud de la Loire-Atlantique. Legé est donc une commune frontalière du département de la Vendée.
Avant la création des départements, la paroisse de Legé faisait partie des Marches Communes de Bretagne-Poitou et du diocèse de Luçon.
Ses habitants sont appelés les Legéens.

## Géographie

### Situation

Situation de la commune de Legé dans le département de la Loire-Atlantique.

Legé est située à 40 km au sud de Nantes.
|                       | Corcoué-sur-Logne              |                                |
| Touvois               | Legé                           | Rocheservière (Vendée)         |
| Grand'Landes (Vendée) | Saint-Étienne-du-Bois (Vendée) | Les Lucs-sur-Boulogne (Vendée) |

### Géographie physique
Topographie et hydrographie
La rivière Logne prend sa source à Legé.
Climatologie
Le climat de la Loire-Atlantique est de type tempéré océanique. L'influence de ce climat est largement facilitée par l'estuaire de la Loire et l'absence de relief notable. Les hivers sont doux (min −5 °C / max 10 °C) et pluvieux et les étés relativement beaux et doux (min 17 °C / max 35 °C). Les pluies sont fréquentes mais peu intenses. Les précipitations annuelles sont d'environ 820 mm et peuvent fortement varier d'une année à l'autre. Les chutes de neige y sont exceptionnelles.

### Géographie humaine
Voies de communication et transports
La commune est traversée par les routes départementales 753 (Cholet > Saint-Jean-de-Monts) et 178 (Nantes > Les Sables-d'Olonne)
Elle est desservie par la ligne 312 (Nantes > Saint-Philbert-de-Grand-Lieu > Touvois) du réseau de transport régional Aléop.

### Climat
Pour des articles plus généraux, voir Climat des Pays de la Loire et Climat de la Loire-Atlantique.
En 2010, le climat de la commune est de type climat océanique franc, selon une étude du CNRS s'appuyant sur une série de données couvrant la période 1971-2000. En 2020, Météo-France publie une typologie des climats de la France métropolitaine dans laquelle la commune est exposée à un climat océanique et est dans la région climatique  Bretagne orientale et méridionale, Pays nantais, Vendée, caractérisée par une faible pluviométrie en été et une bonne insolation. 
Pour la période 1971-2000, la température annuelle moyenne est de 12 °C, avec une amplitude thermique annuelle de 13,7 °C. Le cumul annuel moyen de précipitations est de 838 mm, avec 12,6 jours de précipitations en janvier et 6,5 jours en juillet. Pour la période 1991-2020, la température moyenne annuelle observée sur la station météorologique de Météo-France la plus proche, sur la commune de Palluau à 9 km à vol d'oiseau, est de 12,6 °C et le cumul annuel moyen de précipitations est de 928,6 mm,. Pour l'avenir, les paramètres climatiques de la commune estimés pour 2050 selon différents scénarios d'émission de gaz à effet de serre sont consultables sur un site dédié publié par Météo-France en novembre 2022.

## Urbanisme

### Typologie
Au 1er janvier 2024, Legé est catégorisée commune rurale à habitat dispersé, selon la nouvelle grille communale de densité à sept niveaux définie par l'Insee en 2022.
Elle appartient à l'unité urbaine de Legé, une unité urbaine monocommunale constituant une ville isolée,. La commune est en outre hors attraction des villes,.

### Occupation des sols
L'occupation des sols de la commune, telle qu'elle ressort de la base de données européenne d’occupation biophysique des sols Corine Land Cover (CLC), est marquée par l'importance des territoires agricoles (92,4 % en 2018), en diminution par rapport à 1990 (94 %). La répartition détaillée en 2018 est la suivante : 
terres arables (49,2 %), zones agricoles hétérogènes (35,3 %), prairies (5,8 %), zones urbanisées (3,9 %), forêts (3,2 %), cultures permanentes (2,2 %), zones industrielles ou commerciales et réseaux de communication (0,5 %). L'évolution de l’occupation des sols de la commune et de ses infrastructures peut être observée sur les différentes représentations cartographiques du territoire : la carte de Cassini (XVIIIe siècle), la carte d'état-major (1820-1866) et les cartes ou photos aériennes de l'IGN pour la période actuelle (1950 à aujourd'hui).

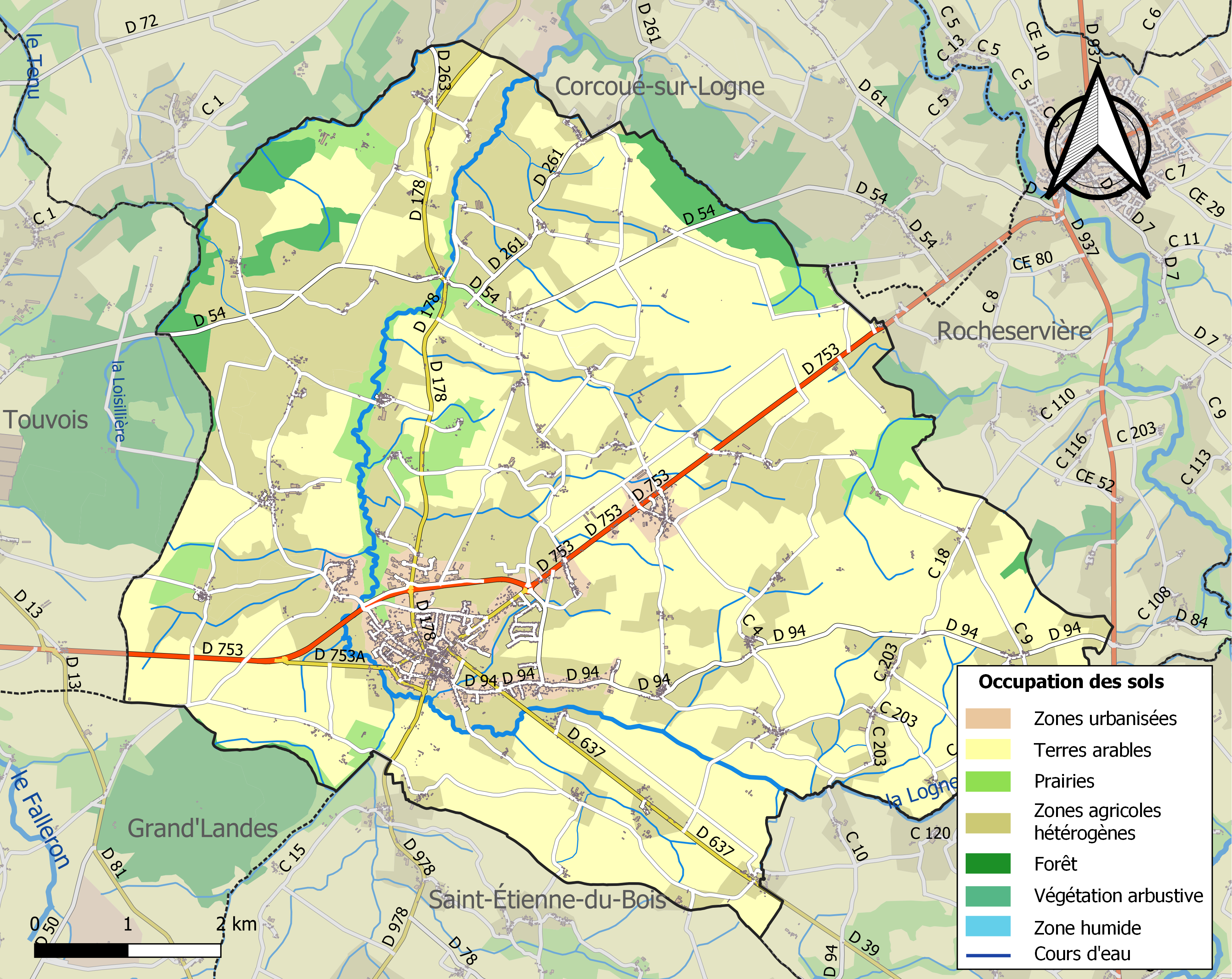
Carte des infrastructures et de l'occupation des sols de la commune en 2018 (CLC).

## Toponymie
Le nom de Legé désigne un ancien domaine gallo-romain fondé vers le IIe ou le IIIe siècle après Jésus-Christ, le domaine de Laevius. Par la suite, on voit apparaître dans les textes anciens le nom populaire en français sous la forme de Letge au XIIe siècle. Le nom de la localité est aussi attesté sous la forme Ecclesia de Legiaco en 1119. Enfin, dès le début du XVe siècle, la forme actuelle, Legé, est attestée.
Legé se trouve dans le domaine linguistique du poitevin, au sud de la zone de transition entre poitevin et gallo. En gallo, son nom est Ljaï selon l'écriture MOGA et Lejai selon l'écriture ABCD ou encore Lejaé selon l'écriture ELG. En poitevin comme en gallo, le nom de la commune se prononce [lʒaɪ].
La forme bretonne proposée par l'Office public de la langue bretonne est Levieg.

## Histoire

### Moyen Âge
La paroisse de Legé est mentionnée sous l'appellation de « Legiaco » en 1119 dans un document relatif à l'abbaye de Tournus, fondée sous le vocable de Saint Philibert en 875 grâce au soutien de Charles le Chauve, roi de France.
Deux abbayes poitevines fondent à la fin du XIIe siècle ou au début du XIIIe siècle des prieurés sur le territoire de Legé. L'abbaye bénédictine de Saint-Jean-d'Orbestier (fondée en 1107 par Guillaume, comte du Poitou et duc d'Aquitaine), à Château-d'Olonne, fonde le prieuré de La Péranche sous le patronage de sainte Madeleine. L'abbaye augustine de Nieul-sur-Autize, près de Fontenay-le-Comte, fonde le prieuré de Saint-Laurent-de-Fougère.
Legé faisait autrefois partie des Marches communes au Poitou et à la Bretagne : l'histoire en fait mention en 1406, à propos d'une levée de guerriers qu'on y voulait faire malgré l'exemption qui lui en avait été accordée.
Une partie du territoire de Legé est inféodée à la baronnie-duché de Retz par la châtellenie de La Bénate.

### Période moderne
Lors des rébellions huguenotes, Louis XIII réunit son armée à Legé et y couche le 13 avril 1622 avant de se diriger sur l'île de Riez pour y combattre Rohan-Soubise placé à la tête des Calvinistes.
En 1789, ce sont deux legéens, Jacques-Alexis Francheteau de La Glaustière et Charles-Joseph Auvynet, qui sont élus pour représenter le Tiers-État des Marches communes au Poitou et à la Bretagne aux États-Généraux.
Lors de la guerre de Vendée, le Général Charette séjourne dans la ville d'avril à septembre 1793. Il y établit son quartier général. La commune fut le théâtre d'une bataille entre républicains et royalistes le 30 avril 1793. L'armée de Charette mit en déroute les 600 hommes de l'adjudant-général Boisguyon. Les exactions des colonnes infernales (tel que le massacre de Legé), les morts parmi les soldats républicains (tués au combat ou exécutés) et les exécutions sommaires de civils républicains accomplies par les vendéens rendent le bourg impossible à tenir par l'un ou l'autre camp,. Le 10 février 1793 verra la victoire des armées républicaines du général Florent Joseph Duquesnoy contre Charette (Duquesnoy y sera d'ailleurs blessé).

### XXesiècle
Par une loi du 18 juin 1861, la commune de Legé acquiert une portion du territoire des Lucs-sur-Boulogne et une autre de Grand’Landes, modifiant les limites de la Loire-Inférieure et de la Vendée.
Dès 1893, la gare de Legé devient le terminus de la ligne de chemin de fer à voie métrique en provenance de Nantes elle est gérée par la Compagnie française de chemins de fer à voie étroite jusqu'à la fermeture de la desserte en 1935. Durant cette même période, la gare était également desservie par les Tramways de la Vendée grâce à la mise en service de la ligne de La Roche-sur-Yon à Legé en 1904, liaison qui a été fermée en 1939.

## Héraldique
| Blason | Blasonnement : Coupé : au premier, d'azur à un château d'or maçonné, ouvert et ajouré de sable, mouvant du coupé ; au second, de pourpre à trois fleurs de lys d'argent posées en fasce. Commentaires : Blason conçu par Fabien Musseau, maire de Legé, en 1960. |

## Politique et administration

### Liste des maires
| Période        | Période                   | Identité                   | Étiquette | Qualité                                                                                   |
| -------------- | ------------------------- | -------------------------- | --------- | ----------------------------------------------------------------------------------------- |
| janvier 1945   | mai 1945                  | Émile Rambaud              |           | Notaire                                                                                   |
| mai 1945       | septembre 1945            | Bernard Dupuy              |           | Avocat au barreau de Nantes                                                               |
| septembre 1945 | juillet 1967 (décès)      | Fabien Musseau (1892-1967) | Centriste | Représentant de commerce Conseiller général de Legé (1951 → 1964)                         |
| août 1967      | mars 1977                 | Paul Guillon               |           | Docteur vétérinaire                                                                       |
| mars 1977      | mars 1987 (décès)         | Louis Marcetteau           | UDF-PR    | Géomètre-expert à Nantes Conseiller général de Legé (1976 → 1987)                         |
| mai 1987       | mars 1989                 | Suzanne Danet (1924-2015)  |           | Adjointe au maire (1977 → 1987)                                                           |
| mars 1989      | mars 2001                 | Jean-Claude Grassineau,    | DVD       | Agent immobilier, expert foncier Président du District de la Région de Legé (1989 → 1995) |
| mars 2001      | mai 2020                  | Jean-Claude Brisson        | DVD       | Administrateur de société Ancien adjoint au maire délégué à l'urbanisme                   |
| mai 2020       | En cours (au 8 juin 2020) | Thierry Grassineau         | DVD       | Administrateur de société à la retraite Ancien adjoint au maire délégué aux sports        |

### Tendances politiques et résultats
Après avoir démontré un fort ancrage à droite pendant longtemps, Legé a, depuis 2014, tendance à voter pour les candidats du Front national, aujourd'hui appelé Rassemblement national.
Par exemple, en 2017, c'est Marine Le Pen qui arrive en tête au premier tour de l'élection présidentielle, et c'est Jean-Luc Javel, le candidat du FN, qui arrive deuxième au premier tour des législatives alors qu'il n'est même pas qualifié pour le second tour au niveau de la circonscription.
Pour les élections européennes de 2014, la liste d'extrême-droite conduite par Gilles Lebreton l'emporte avec 29,88 %, soit dix points de plus qu'au niveau de la circonscription Ouest et cinq points de plus qu'au niveau national. En ce qui concerne le scrutin de 2019, la liste du RN conduite par Jordan Bardella arrive en tête avec plus de trois points supplémentaires qu'au niveau national.
| Élections présidentielles, résultats des deuxièmes tours.                                  | Élections présidentielles, résultats des deuxièmes tours. | Élections présidentielles, résultats des deuxièmes tours. | Élections présidentielles, résultats des deuxièmes tours. | Élections présidentielles, résultats des deuxièmes tours. | Élections présidentielles, résultats des deuxièmes tours. | Élections présidentielles, résultats des deuxièmes tours. | Élections présidentielles, résultats des deuxièmes tours. |
| Année                                                                                      | Élu                                                       | Élu                                                       | Élu                                                       | Battu                                                     | Battu                                                     | Battu                                                     | Participation                                             |
| ------------------------------------------------------------------------------------------ | --------------------------------------------------------- | --------------------------------------------------------- | --------------------------------------------------------- | --------------------------------------------------------- | --------------------------------------------------------- | --------------------------------------------------------- | --------------------------------------------------------- |
| 2002                                                                                       | 80,87 %                                                   | Jacques Chirac                                            | RPR                                                       | 19,13 %                                                   | Jean-Marie Le Pen                                         | FN                                                        | 84,47 %                                                   |
| 2007                                                                                       | 61,22 %                                                   | Nicolas Sarkozy                                           | UMP                                                       | 38,78 %                                                   | Ségolène Royal                                            | PS                                                        | 88,32 %                                                   |
| 2012                                                                                       | 43,08 %                                                   | François Hollande                                         | PS                                                        | 56,92 %                                                   | Nicolas Sarkozy                                           | UMP                                                       | 85,70 %                                                   |
| 2017                                                                                       | 60,21 %                                                   | Emmanuel Macron                                           | EM                                                        | 39,79 %                                                   | Marine Le Pen                                             | FN                                                        | 79,61 %                                                   |
| 2022                                                                                       | %                                                         | Emmanuel Macron                                           | LREM                                                      | %                                                         | Marine Le Pen                                             | RN                                                        | %                                                         |
| Élections législatives, résultats des deux meilleurs scores du dernier tour de scrutin.    |                                                           |                                                           |                                                           |                                                           |                                                           |                                                           |                                                           |
| Année                                                                                      | Élu                                                       | Élu                                                       | Élu                                                       | Battu                                                     | Battu                                                     | Battu                                                     | Participation                                             |
| Legé est répartie sur plusieurs circonscriptions, cf. les résultats des .                  |                                                           |                                                           |                                                           |                                                           |                                                           |                                                           |                                                           |
| Avant 2010, Legé est répartie sur plusieurs circonscriptions, cf. les résultats des .      |                                                           |                                                           |                                                           |                                                           |                                                           |                                                           |                                                           |
| 2002                                                                                       | 66,33 %                                                   | Pierre Hériaud                                            | UMP                                                       | 33,67 %                                                   | Monique Rabin                                             | PS                                                        | 58,29 %                                                   |
| 2007                                                                                       | 61,51 %                                                   | Philippe Boënnec                                          | UMP                                                       | 38,49 %                                                   | Monique Rabin                                             | PS                                                        | 59,44 %                                                   |
| Après 2010, Legé est répartie sur plusieurs circonscriptions, cf. les résultats de .       |                                                           |                                                           |                                                           |                                                           |                                                           |                                                           |                                                           |
| 2012                                                                                       | 46,66 %                                                   | Monique Rabin                                             | PS                                                        | 53,34 %                                                   | Philippe Boënnec                                          | UMP                                                       | 59,50 %                                                   |
| 2017                                                                                       | 59,55 %                                                   | Yannick Haury                                             | MoDem                                                     | 40,45 %                                                   | Claire Hugues                                             | LR                                                        | 38,83 %                                                   |
| 2022                                                                                       | %                                                         |                                                           |                                                           | %                                                         |                                                           |                                                           | %                                                         |
| 2024                                                                                       | %                                                         |                                                           |                                                           | %                                                         |                                                           |                                                           | %                                                         |
| Élections européennes, résultats des deux meilleurs scores.                                |                                                           |                                                           |                                                           |                                                           |                                                           |                                                           |                                                           |
| Année                                                                                      | Liste 1re                                                 | Liste 1re                                                 | Liste 1re                                                 | Liste 2e                                                  | Liste 2e                                                  | Liste 2e                                                  | Participation                                             |
| 2004                                                                                       | %                                                         |                                                           |                                                           | %                                                         |                                                           |                                                           | %                                                         |
| 2009                                                                                       | %                                                         |                                                           |                                                           | %                                                         |                                                           |                                                           | %                                                         |
| 2014                                                                                       | %                                                         |                                                           |                                                           | %                                                         |                                                           |                                                           | %                                                         |
| 2019                                                                                       | %                                                         |                                                           |                                                           | %                                                         |                                                           |                                                           | %                                                         |
| 2024                                                                                       | %                                                         |                                                           |                                                           | %                                                         |                                                           |                                                           | %                                                         |
| Élections régionales, résultats des deux meilleurs scores.                                 |                                                           |                                                           |                                                           |                                                           |                                                           |                                                           |                                                           |
| Année                                                                                      | Liste 1re                                                 | Liste 1re                                                 | Liste 1re                                                 | Liste 2e                                                  | Liste 2e                                                  | Liste 2e                                                  | Participation                                             |
| 2004                                                                                       | %                                                         |                                                           |                                                           | %                                                         |                                                           |                                                           | %                                                         |
| 2010                                                                                       | %                                                         |                                                           |                                                           | %                                                         |                                                           |                                                           | %                                                         |
| 2015                                                                                       | %                                                         |                                                           |                                                           | %                                                         |                                                           |                                                           | %                                                         |
| 2021                                                                                       | %                                                         |                                                           |                                                           | %                                                         |                                                           |                                                           | %                                                         |
| Élections cantonales, résultats des deux meilleurs scores du dernier tour de scrutin.      |                                                           |                                                           |                                                           |                                                           |                                                           |                                                           |                                                           |
| Année                                                                                      | Élu                                                       | Élu                                                       | Élu                                                       | Battu                                                     | Battu                                                     | Battu                                                     | Participation                                             |
| Legé est répartie sur plusieurs cantons, cf. les résultats de ceux de .                    |                                                           |                                                           |                                                           |                                                           |                                                           |                                                           |                                                           |
| 2001                                                                                       | %                                                         |                                                           |                                                           | %                                                         |                                                           |                                                           | %                                                         |
| 2004                                                                                       | %                                                         |                                                           |                                                           | %                                                         |                                                           |                                                           | %                                                         |
| 2008                                                                                       | %                                                         |                                                           |                                                           | %                                                         |                                                           |                                                           | %                                                         |
| 2011                                                                                       | %                                                         |                                                           |                                                           | %                                                         |                                                           |                                                           | %                                                         |
| Élections départementales, résultats des deux meilleurs scores du dernier tour de scrutin. |                                                           |                                                           |                                                           |                                                           |                                                           |                                                           |                                                           |
| Année                                                                                      | Élus                                                      | Élus                                                      | Élus                                                      | Battus                                                    | Battus                                                    | Battus                                                    | Participation                                             |
| Legé est répartie sur plusieurs cantons, cf. les résultats de ceux de .                    |                                                           |                                                           |                                                           |                                                           |                                                           |                                                           |                                                           |
| 2015                                                                                       | %                                                         |                                                           |                                                           | %                                                         |                                                           |                                                           | %                                                         |
| 2021                                                                                       | %                                                         |                                                           |                                                           | %                                                         |                                                           |                                                           | %                                                         |
| Référendums.                                                                               |                                                           |                                                           |                                                           |                                                           |                                                           |                                                           |                                                           |
| Année                                                                                      | Oui (national)                                            | Oui (national)                                            | Oui (national)                                            | Non (national)                                            | Non (national)                                            | Non (national)                                            | Participation                                             |
| 1992                                                                                       | % (51,04 %)                                               | % (51,04 %)                                               | % (51,04 %)                                               | % (48,96 %)                                               | % (48,96 %)                                               | % (48,96 %)                                               | %                                                         |
| 2000                                                                                       | 68,66 % (73,21 %)                                         | 68,66 % (73,21 %)                                         | 68,66 % (73,21 %)                                         | 31,34 % (26,79 %)                                         | 31,34 % (26,79 %)                                         | 31,34 % (26,79 %)                                         | 29,76 %                                                   |
| 2005                                                                                       | % (45,33 %)                                               | % (45,33 %)                                               | % (45,33 %)                                               | % (54,67 %)                                               | % (54,67 %)                                               | % (54,67 %)                                               | %                                                         |

## Population et société

### Démographie
Selon le classement établi par l'Insee, Legé est une ville isolée qui est le centre d'une aire urbaine et d'un bassin de vie. Elle fait partie de la zone d'emploi de Nantes. Toujours selon l'Insee, en 2010, la répartition de la population sur le territoire de la commune était considérée comme « peu dense » : 90 % des habitants résidaient dans des zones « peu denses » et 10 % dans des zones « très peu denses ».

#### Évolution démographique
Les données concernant 1793 sont perdues.
L'évolution du nombre d'habitants est connue à travers les recensements de la population effectués dans la commune depuis 1800. Pour les communes de moins de 10 000 habitants, une enquête de recensement portant sur toute la population est réalisée tous les cinq ans, les populations de référence des années intermédiaires étant quant à elles estimées par interpolation ou extrapolation. Pour la commune, le premier recensement exhaustif entrant dans le cadre du nouveau dispositif a été réalisé en 2006.

En 2022, la commune comptait 4 769 habitants, en évolution de +6,14 % par rapport à 2016 (Loire-Atlantique : +6,68 %, France hors Mayotte : +2,11 %).
| 1800  | 1806  | 1821  | 1831  | 1836  | 1841  | 1846  | 1851  | 1856  |
| ----- | ----- | ----- | ----- | ----- | ----- | ----- | ----- | ----- |
| 2 893 | 3 369 | 3 116 | 3 213 | 3 376 | 3 401 | 3 614 | 3 703 | 3 593 |

| 1861  | 1866  | 1872  | 1876  | 1881  | 1886  | 1891  | 1896  | 1901  |
| ----- | ----- | ----- | ----- | ----- | ----- | ----- | ----- | ----- |
| 4 488 | 4 531 | 4 455 | 4 430 | 4 448 | 4 542 | 4 533 | 4 551 | 4 431 |

| 1906  | 1911  | 1921  | 1926  | 1931  | 1936  | 1946  | 1954  | 1962  |
| ----- | ----- | ----- | ----- | ----- | ----- | ----- | ----- | ----- |
| 4 410 | 4 279 | 3 733 | 3 648 | 3 692 | 3 560 | 3 604 | 3 539 | 3 454 |

| 1968  | 1975  | 1982  | 1990  | 1999  | 2006  | 2011  | 2016  | 2021  |
| ----- | ----- | ----- | ----- | ----- | ----- | ----- | ----- | ----- |
| 3 521 | 3 433 | 3 441 | 3 532 | 3 588 | 3 968 | 4 349 | 4 493 | 4 701 |

| 2022  | - | - | - | - | - | - | - | - |
| ----- | - | - | - | - | - | - | - | - |
| 4 769 | - | - | - | - | - | - | - | - |

#### Pyramide des âges
La population de la commune est relativement jeune.
En 2018, le taux de personnes d'un âge inférieur à 30 ans s'élève à 35,2 %, soit en dessous de la moyenne départementale (37,3 %). À l'inverse, le taux de personnes d'âge supérieur à 60 ans est de 25,5 % la même année, alors qu'il est de 23,8 % au niveau départemental.
En 2018, la commune comptait 2 260 hommes pour 2 270 femmes, soit un taux de 50,11 % de femmes, légèrement inférieur au taux départemental (51,42 %).
Les pyramides des âges de la commune et du département s'établissent comme suit.
| Hommes | Classe d’âge | Femmes |
| ------ | ------------ | ------ |
| 0,5    | 90 ou +      | 1,8    |
| 7,6    | 75-89 ans    | 10,3   |
| 15,2   | 60-74 ans    | 15,5   |
| 20,5   | 45-59 ans    | 18,3   |
| 20,2   | 30-44 ans    | 19,6   |
| 14,9   | 15-29 ans    | 14,2   |
| 21,0   | 0-14 ans     | 20,2   |

| Hommes | Classe d’âge | Femmes |
| ------ | ------------ | ------ |
| 0,6    | 90 ou +      | 1,8    |
| 6      | 75-89 ans    | 8,6    |
| 15,1   | 60-74 ans    | 16,4   |
| 19,4   | 45-59 ans    | 18,8   |
| 20,1   | 30-44 ans    | 19,3   |
| 19,2   | 15-29 ans    | 17,4   |
| 19,5   | 0-14 ans     | 17,6   |

### Santé
La maison de retraite Saint-Joseph accueille les personnes âgées.

### Écologie et recyclage
La commune de Legé dispose d'une déchèterie intercommunale située au lieu-dit La Tournerie, par ailleurs des containers de tri sélectif mis à la disposition des habitants sont disséminés sur le territoire communal.

### Enseignement
Legé est rattachée à l'Académie de Nantes.

#### Écoles maternelles et primaires
La commune possède deux écoles (à la fois maternelle et primaire) :
- école publique du Chambord ;
- école privée Notre Dame. L'école daterait de 1885.

#### Collèges
La commune possède deux collèges :
- collège privé Sainte-Anne. Le collège daterait de 1890 ;
- collège public Pierre de Coubertin.

#### Enseignement professionnel
- Maison Familiale Rurale

### Justice
La commune de Legé dépend du tribunal de grande instance de Nantes, lequel est rattaché à la cour d'appel de Rennes.

### Culture
La commune dispose d'un centre culturel et d'une bibliothèque qui se trouve au couvent des Visitandines.

#### Le centre culturel Saint-Michel
Ce centre culturel, qui se trouve dans le bourg de Legé, est composé d’une salle de spectacle pouvant accueillir jusqu’à 268 personnes et de deux salles annexes. La salle principale fait office de salle de spectacle et de cinéma.
Pour ce qui est du cinéma, on compte huit séances par semaine en moyenne et la salle est équipée en son Dolby et des lunettes spéciales sont prêtées pour les quelques séances en 3D.

##### Histoire
C'est en 1948 que la première pierre a été posée pour cette salle nommée « salle du Patronage ». Inaugurée en 1951, c'est Joseph Rouillé, écrivain (fils d'un horloger legéen), qui a étrenné cette salle avec sa pièce « La Mieux-Aimée » qui fut un immense succès. C'est également en 1951 que cette structure a été reconnue par le C.N.C. (Centre National de la Cinématographie) avec une autorisation délivrée au président, Charles Vilain. À noter qu'à cette époque, la capacité était de 365 places.
L'activité théâtrale a connu une période faste de 1951 à 1966. Aux dires des aînés legéens, « On a même dansé sur la scène à l’occasion des noces ».
Cette salle « Legé-Ciné » a été marquée par quelques évènements :
- en 1965, pendant trois semaines et en avant-première, elle a bénéficié d'une copie neuve du film Le Tonnerre de Dieu, tourné en grande partie au Bois-Chevalier et avec Jean Gabin notamment ;
- c'est depuis 1984 que le cinéma offre des films « Arts et Essais » qui touchent un public plus restreint. Les films qui y sont présentés sont souvent des films à petits budgets ou indépendants, des documentaires, des films internationaux, loin des superproductions, des blockbusters ou des films dits « grand public » ;
- de 1996 à 2002, un ambitieux projet de réhabilitation est organisé pour pallier la vétusté des lieux. La réhabilitation achevée, le centre culturel rouvre ses portes au dernier semestre 2002 et est inauguré le 28 juin 2003 en présence de plusieurs personnalités du département[63] ;
- dans la nuit du 2 au 3 novembre 2019, une mini-tornade causée par la Tempête Amélie, qui a sévi sur tout le tiers Sud-Ouest de la France, provoque des dégâts à Legé. Le centre culturel est sûrement le bâtiment legéen qui en aura le plus fait les frais : sa toiture se désolidarise du bâtiment et s'envole, sans provoquer de grands dégâts en retombant au sol. Le maire annonce dès le lendemain que le centre sera fermé jusqu'à nouvel ordre et interdit d'accès à la population. Tous les évènements prévus sont annulés et les associations qui y siégeaient sont relogées[64].

### Sports
Legé dispose d'un piscine de plein air et d'un complexe sportif comprenant notamment deux salles omnisports et des terrains de football. Trois nouvelles salles ont été construites en 2017, et la commune s'est vu attribuer le titre de « ville sportive » et possède trois flammes olympiques (la dernière lui a été décernée en 2019).
La commune possède une belle diversité de disciplines : 18 associations sportives regroupant 1 255 licenciés dont plus de 58 % ont moins de 18 ans.

### Cultes
La Paroisse catholique Saint Philbert et Saint Jacques sur Logne regroupe les communautés de Corcoué-sur-Logne, La Bénate (commune de Corcoué-sur-Logne), La Chevrolière, La Limouzinière, Legé, Saint-Colomban, Saint-Lumine-de-Coutais, Saint-Philbert-de-Grand-Lieu et Touvois.

### Médias
Aucune rédaction de presse n'est installée dans la ville, des correspondants relayant les informations locales pour le quotidien Ouest-France ou l'hebdomadaire Le Courrier du pays de Retz par exemple. La seule publication locale régulière est le bulletin d'informations communales Legé-Magazine qui paraît tous les trois mois.

## Économie

### Agriculture
Legé est une commune à vocation agricole avec un secteur dédié d'une superficie de 4 226 hectares partagée entre 40 exploitations, qui sont en majorité des sociétés (GAEC, EARL ou EURL par exemple). Les productions sont diverses et variées, à savoir : viande, lait, spécialités hors sol (volailles ou porc), viticoles ou encore céréalières (blé, maïs) qui, elles, sont principalement destinées à la nourriture du bétail.
Ces différentes productions façonnent inéluctablement la mosaïque de ce territoire agricole entre les vastes prairies et les surfaces cultivées. Le secteur est depuis longtemps très important pour l'économie de la commune et a vocation à le rester.

### Commerces et entreprises
L'activité commerciale legéenne est principalement rassemblée autour du centre commercial des Visitandines et dans différents points de vente situés dans le centre-bourg.

## Lieux et monuments
- L'église Notre-Dame-de-l'Assomption  (XXe).

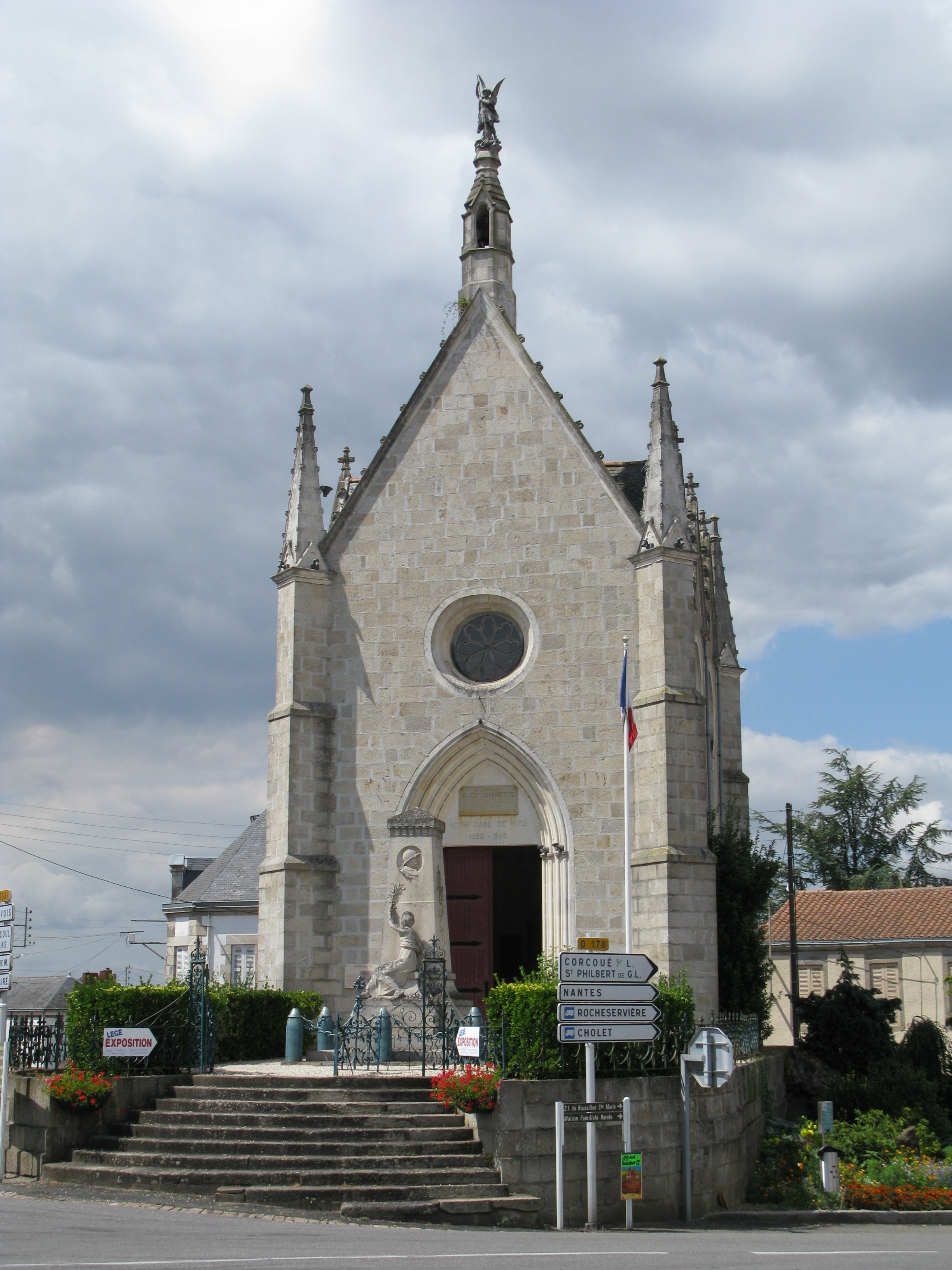
La chapelle Notre-Dame de Pitié.

- La chapelle Notre-Dame de Pitié édifiée en 1826.
- Le couvent des Visitandines (XIXe), édifié en 1900, devenu par la suite le petit séminaire diocésain de Legé de 1937 à 1969, puis en dernier lieu, le Centre polyvalent des Visitandines, propriété de la commune de Legé.
- Le château du Retail.
- Le château du Bois-Chevalier dans lequel fut en partie tourné en 1965, le film Le Tonnerre de Dieu de Denys de La Patellière avec Jean Gabin, Lilli Palmer, Michèle Mercier, Georges Géret et Robert Hossein.
- Le château du Gouffier (XIXe).
- L'enclos de La Colonne (XIXe).
- la zone de loisirs du Paradis.
- Les calvaires : de toutes tailles et de tous matériaux, ils étaient autrefois très importants dans la vie communale et ils restent aujourd'hui de magnifiques œuvres rencontrées au détour des chemins, on en dénombre pas moins de 77 sur le territoire legéen.
- Un canon allemand de campagne de 77 mm, modèle 1896 à canon court, construit en 1898 dans les usines Krupp, et huit obus de 280 mm, visibles près de la « Chapelle Charette ». C'est un trophée de guerre, de provenance inconnue, attribué à la commune de Legé par le sous-secrétariat d'État aux finances en 1920[68],[69].

## Personnalités liées à la commune
- Général Charette, la « Chapelle Notre Dame de pitié » ou « Chapelle Charette », est édifiée en son honneur.
- Jacques-Alexis Francheteau de La Glaustière, député du Tiers-État aux États-Généraux de 1789.
- Charles-Joseph Auvynet, député du Tiers-État aux États-Généraux de 1789.
- Xavier Morilleau, né à Legé en 1907 et mort en 1996 à  Angers, évêque de la Rochelle et de Saintes.